# Mistrovství Evropy juniorů v plavání
Mistrovství Evropy juniorů v plavání je soutěž pořádaná LEN (Evropskou plaveckou federací), rozdělená do pěti dnů. Závodí zde ženy 15–16 a muži 17–18 let.
Po roce 1989 se Mistrovství pořádá občas společně s Mistrovství Evropy juniorů ve skocích do vody. Jedním takovým příkladem je Mistrovství Evropy juniorů 2006, které hostila španělská Palma de Mallorca.

## Místa konání
| Rok    | Město             | Stát            | Datum                    |
| ------ | ----------------- | --------------- | ------------------------ |
| 1967   | Linköping         | Švédsko         | 13. – 15. srpna          |
| 1969   | Vídeň             | Rakousko        | 15. – 17. srpna          |
| 1971   | Rotterdam         | Nizozemsko      | 12. – 15. srpna          |
| 1973   | Leeds             | Velká Británie  | 8. – 11. srpna           |
| 1975   | Ženeva            | Švýcarsko       | 7. – 10. srpna           |
| 1976   | Oslo              | Norsko          | 5. – 8. srpna            |
| 1978   | Florencie         | Itálie          | 27. – 30. července       |
| 1980   | Skövde            | Švédsko         | 7. – 10. srpna           |
| 1982   | Innsbruck         | Rakousko        | 26. – 29. srpna          |
| 1983   | Mylhúzy           | Francie         | 5. – 8. srpna            |
| 1984   | Lucemburk         | Lucembursko     | 26. – 29. července       |
| 1985   | Ženeva            | Švýcarsko       | 25. – 28. července       |
| 1986   | Západní Berlín    | Západní Německo | 25. – 27. července       |
| 1987   | Řím               | Itálie          | 23. – 26. července       |
| 1988   | Amersfoort        | Nizozemsko      | 28. – 31. července       |
| 1989   | Leeds             | Velká Británie  | 28. – 30. července       |
| 1990   | Dunkerque         | Francie         | 26. – 29. července       |
| 1991   | Antverpy          | Belgie          | 1. – 4. srpna            |
| 1992   | Leeds             | Velká Británie  | 13. – 16. srpna          |
| 1993   | Istanbul          | Istanbul        | 8. – 11. července        |
| 1994   | Pardubice         | Česko           | 4. – 7. srpna            |
| 1995   | Ženeva            | Švýcarsko       | 19. – 22. července       |
| 1996   | Kodaň             | Dánsko          | 7. – 10. srpna           |
| 1997   | Glasgow           | Velká Británie  | 31. července – 3. srpna  |
| 1998   | Palma de Mallorca | Španělsko       | 30. července – 2. srpna  |
| 1999   | Moskva            | Rusko           | 14. – 17. července       |
| 2000   | Dunkerque         | Francie         | 27. – 30. července       |
| 2001   | Malta             | Malta           | 5. – 8. července         |
| 2002   | Linec             | Rakousko        | 11. – 14. července       |
| 2003   | Glasgow           | Velká Británie  | 31. července – 3. srpna  |
| 2004   | Lisabon           | Portugalsko     | 15. – 18. července       |
| 2005   | Budapešť          | Maďarsko        | 14. – 17. července       |
| 2006   | Palma de Mallorca | Španělsko       | 6. – 9. července         |
| 2007   | Antverpy          | Belgie          | 18. – 22. července       |
| 2008   | Bělehrad          | Srbsko          | 30. července – 3. srpna  |
| 2009   | Praha             | Česko           | 8. – 12. července        |
| 2010   | Helsinky          | Finsko          | 14. – 18. července       |
| 2011   | Bělehrad          | Srbsko          | 6. – 10. července        |
| 2012   | Antverpy          | Belgie          | 4. – 8. července         |
| 2013   | Poznaň            | Polsko          | 10. – 14. července       |
| 2014   | Dordrecht         | Nizozemsko      | 9. – 13. července        |
| 2015 * | Baku *            | Ázerbájdžán     | 23. – 27. červen         |
| 2016   | Hódmezővásárhely  | Maďarsko        | 6. – 10. července        |
| 2017   | Netanja           | Izrael          | 28. červen – 2. červenec |
| 2018   | Helsinky          | Finsko          | 4. – 8. července         |
| 2019   | Kazaň             | Rusko           | 3. – 7. července         |
| 2020   | Aberdeen          | Velká Británie  | 8. – 12. července        |

- Jako součást programu Evropských her 2015.

## Rekordy
Všechny rekordy jsou uvedeny na dlouhém bazénu.

### Muži
| Disciplína                 | Čas      | Jméno                                                                                               | Národnost      | Datum             | Mítink                                    | Místo                        |
| -------------------------- | -------- | --------------------------------------------------------------------------------------------------- | -------------- | ----------------- | ----------------------------------------- | ---------------------------- |
| 50m volný způsob           | 22,26    | Steffen Deibler                                                                                     | Německo        | 15. července 2005 | Mistrovství Evropy juniorů v plavání 2005 | Budapešť, Maďarsko           |
| 100 m volný způsob         | 48,48    | Daniil Izotov                                                                                       | Rusko          | 10. července 2009 | Mistrovství Evropy juniorů v plavání 2009 | Praha, Česko                 |
| 200 m volný způsob         | 1:46,58  | Yannick Agnel                                                                                       | Francie        | 18. července 2010 | Mistrovství Evropy juniorů v plavání 2010 | Helsinky, Finsko             |
| 400 m volný způsob         | 3:46,26  | Yannick Agnel                                                                                       | Francie        | 14. července 2010 | Mistrovství Evropy juniorů v plavání 2010 | Helsinky, Finsko             |
| 1500 m volný způsob        | 15:06,04 | Mateusz Sawrymowicz                                                                                 | Polsko         | 16. července 2005 | Mistrovství Evropy juniorů v plavání 2005 | Budapešť, Maďarsko           |
| 50 m znak                  | 25,40    | Christian Diener                                                                                    | Německo        | 9. července 2011  | Mistrovství Evropy juniorů v plavání 2011 | Bělehrad, Srbsko             |
| 100 m znak                 | 55,06    | László Cseh                                                                                         | Maďarsko       | 3. srpna 2003     | Mistrovství Evropy juniorů v plavání 2003 | Glasgow, Velká Británie      |
| 200 m znak                 | 1:56,65  | Radoslaw Kawecki                                                                                    | Polsko         | 11. července 2009 | Mistrovství Evropy juniorů v plavání 2009 | Praha, Česko                 |
| 50 m prsa                  | 27,34    | Alexander Triznov                                                                                   | Rusko          | 10. července 2009 | Mistrovství Evropy juniorů v plavání 2009 | Praha, Česko                 |
| 100 m prsa                 | 1:00,97  | Andrea Toniato                                                                                      | Itálie         | 12. července 2009 | Mistrovství Evropy juniorů v plavání 2009 | Praha, Česko                 |
| 200 m prsa                 | 2:10,71  | Daniel Gyurta                                                                                       | Maďarsko       | 18. července 2007 | Mistrovství Evropy juniorů v plavání 2007 | Antverpy, Belgie             |
| 50 m motýlek               | 23,57    | Andriy Govorov                                                                                      | Ukrajina       | 14. července 2010 | Mistrovství Evropy juniorů v plavání 2010 | Helsinky, Finsko             |
| 100 m motýlek              | 52,53    | Ivan Lenđer                                                                                         | Srbsko         | 3. srpna 2008     | Mistrovství Evropy juniorů v plavání 2008 | Bělehrad, Srbsko             |
| 200 m motýlek              | 1:55,82  | Bence Biczó                                                                                         | Maďarsko       | 16. července 2010 | Mistrovství Evropy juniorů v plavání 2010 | Helsinky, Finsko             |
| 200 m polohový závod       | 2:00,73  | Xavier Mohammed                                                                                     | Velká Británie | 1. srpna 2008     | Mistrovství Evropy juniorů v plavání 2008 | Bělehrad, Srbsko             |
| 400 m polohový závod       | 4:16,82  | Georgo Kis                                                                                          | Maďarsko       | 6. července 2006  | Mistrovství Evropy juniorů v plavání 2006 | Palma de Mallorca, Španělsko |
| 4 × 100 m volný způsob     | 3:16,58  | Francesco Donin (48,97) Luca Leonardi (48,19) Fabio Gimondi (49,61) Stefano Pizzamiglio (49,81)     | Itálie         | 12. července 2009 | Mistrovství Evropy juniorů v plavání 2009 | Praha, Česko                 |
| 4 × 200 m volný způsob     | 7:19,98  | Robert Bale (1:49,90) Thomas Parris (1:50,29) Ryan Bennett (1:49,96) Chris Walker-Hebborn (1:49,83) | Velká Británie | 1. srpna 2008     | Mistrovství Evropy juniorů v plavání 2008 | Bělehrad, Srbsko             |
| 4 × 100 m polohová štafeta | 3:38,28  | Marco F. Rovetta (56,46) Thomas Parris (1:01,40) Stefano Pizzamiglio (52,56) Luca Leonardi (47,86)  | Itálie         | 12. července 2009 | Mistrovství Evropy juniorů v plavání 2009 | Praha, Česko                 |

### Ženy
| Disciplína                 | Čas     | Jméno                                                                                               | Národnost                      | Datum             | Mítink                                    | Místo                           |
| -------------------------- | ------- | --------------------------------------------------------------------------------------------------- | ------------------------------ | ----------------- | ----------------------------------------- | ------------------------------- |
| 50 m volný způsob          | 25,28   | Francesca Halsall                                                                                   | Velká Británie                 | 9. července 2006  | Mistrovství Evropy juniorů v plavání 2006 | Palma de Mallorca, Španělsko    |
| 100 m volný způsob         | 55,02   | Silke Lippok                                                                                        | Německo                        | 9. července 2009  | Mistrovství Evropy juniorů v plavání 2009 | Praha, Česko                    |
| 200 m volný způsob         | 1:59,19 | Camille Radou                                                                                       | Francie                        | 11. července 2009 | Mistrovství Evropy juniorů v plavání 2009 | Praha, Česko                    |
| 400 m volný způsob         | 4:10,54 | Heidi Grein                                                                                         | Německá demokratická republika | 25. července 1986 | Mistrovství Evropy juniorů v plavání 1986 | Západní Berlín, Západní Německo |
| 800 m volný způsob         | 8:32,68 | Heidi Grein                                                                                         | Německá demokratická republika | 27. července 1986 | Mistrovství Evropy juniorů v plavání 1986 | Západní Berlín, Západní Německo |
| 50 m znak                  | 28,76   | Lauren Quigley                                                                                      | Velká Británie                 | 8. července 2011  | Mistrovství Evropy juniorů v plavání 2011 | Bělehrad, Srbsko                |
| 100 m znak                 | 1:01,33 | Elizabeth Simmonds                                                                                  | Velká Británie                 | 22. července 2007 | Mistrovství Evropy juniorů v plavání 2007 | Antverpy, Belgie                |
| 200 m znak                 | 2:10,08 | Daryna Zevina                                                                                       | Ukrajina                       | 9. července 2009  | Mistrovství Evropy juniorů v plavání 2009 | Praha, Česko                    |
| 50 m prsa                  | 31,45   | Yuliya Efimova                                                                                      | Rusko                          | 18. července 2007 | Mistrovství Evropy juniorů v plavání 2007 | Antverpy, Belgie                |
| 100 m prsa                 | 1:07,49 | Ilaria Scarcella                                                                                    | Itálie                         | 12. července 2009 | Mistrovství Evropy juniorů v plavání 2009 | Praha, Česko                    |
| 200 m prsa                 | 2:24,70 | Olga Detenyuk                                                                                       | Rusko                          | 9. července 2009  | Mistrovství Evropy juniorů v plavání 2009 | Praha, Česko                    |
| 50 m motýlek               | 26,33   | Silvia Di Pietro                                                                                    | Itálie                         | 12. července 2009 | Mistrovství Evropy juniorů v plavání 2009 | Praha, Česko                    |
| 100 m motýlek              | 58,76   | Lena Kalla                                                                                          | Německo                        | 11. července 2009 | Mistrovství Evropy juniorů v plavání 2009 | Praha, Česko                    |
| 200 m motýlek              | 2:08,55 | Emese Kovacs                                                                                        | Maďarsko                       | 18. července 2007 | Mistrovství Evropy juniorů v plavání 2007 | Antverpy, Belgie                |
| 200 m polohový závod       | 2:14,15 | Gráinne Murphy                                                                                      | Irsko                          | 11. července 2009 | Mistrovství Evropy juniorů v plavání 2009 | Praha, Česko                    |
| 400 m polohový závod       | 4:40,88 | Gráinne Murphy                                                                                      | Irsko                          | 12. července 2009 | Mistrovství Evropy juniorů v plavání 2009 | Praha, Česko                    |
| 4 × 100 m volný způsob     | 3:44,66 | Camile Gheorghiu (56,33) Assia Touati (56,52) Beryl Gasraldello (56,22) Charlotte Bonnet (55,59)    | Francie                        | 7. července 2011  | Mistrovství Evropy juniorů v plavání 2011 | Bělehrad, Srbsko                |
| 4 × 200 m volný způsob     | 8:06,78 | Elisa Thimm (2:03,06) Juliane Reinhold (2:02,76) Silke Lippok (1:59,85) Johanna Friedrich (2:01,11) | Německo                        | 17. července 2010 | Mistrovství Evropy juniorů v plavání 2010 | Helsinky, Finsko                |
| 4 × 100 m polohová štafeta | 4:05,59 | Doerte Baumert (1:03,23) Vanessa Grimberg (1:08,68) Lena Kalla (58,65) Silke Lippok (55,03)         | Německo                        | 12. července 2009 | Mistrovství Evropy juniorů v plavání 2009 | Praha, Česko                    |